# Løbehjul
Løbehjul er et køretøj, som består af hjul (som regel to), en plade /deck til at stå på samt et styr/bar.
Løbehjul anvendes ofte af ansatte i større bygninger for hurtigere at kunne komme frem, for eksempel i industribygninger, lufthavne eller på sygehuse. Varianten med små hjul blev omkring 1985 på mode blandt ungdommen på strandene flere steder i USA. Fra 1995, da den nu almindelige udgave ("made in China") kom på markedet, blev løbehjul igen populære i både USA og i den øvrige (vestlige) verden. I Danmark bredtes anvendelsen af denne type køretøj sig omkring årtusindeskiftet 1999-2000, da det markedsførtes under navnet kickboard eller kickbike, og blev populært bland ungdommen i byerne. I børnehaver ses ofte løbehjul i den klassiske kraftigere udførelse med større hjul og stålrørsstel.
I 1992 gjordes i USA et forsøg på at udstyre den moderne variant med en elektrisk motor (Elektrisk løbehjul), men det blev ikke helt så stor en succes, som den uden motor. Det var for besværligt at tage den med til stranden, den var ikke lige så fleksibel og den vejede for meget.
Løbehjul kaldes af og til fejlagtigt for scooter, formentlig fordi de på engelsk hedder (kick) scooter.

## Tricks
På et "trick"løbehjul kan man lave forskellige tricks, f.eks.
Bunny jump, der er meget simpelt: Man hopper mens du hiver op i styret/baren.
Tailwhip er et bunny jump hvor man i stedet for bare at hoppe svinger decket (det du står på) rundt og lander igen.
Barspin er hvor man drejer Baren (styret) 360 grader rundt mens man hopper.
360 er hvor man hopper og drejer med baren og decket hele vejen rundt, og kører videre. Der er efter sigende 40 "godkendte" trick til løbehjul, f.eks. briflip, inward , nogle tricks der er sværere end Bunny jump og Tailwhip. barspind
 Der er for få eller ingen kildehenvisninger i denne artikel, hvilket er et problem. Du kan hjælpe ved at angive troværdige kilder til de påstande, som fremføres i artiklen.

- Wikimedia Commons har flere filer relateret til Løbehjul